# Martin J. Fettman
Martin Joseph Fettman (* 31. Dezember 1956 in Brooklyn, New York) ist ein ehemaliger US-amerikanischer Astronaut. 
Fettman erhielt 1976 einen Bachelor in Tierernährung von der Cornell University und 1980 einen Master in Tierernährung, ebenfalls von der Cornell University. 1980 erhielt er einen Doktorgrad in Tiermedizin von der Cornell University sowie 1982 einen weiteren in Physiologie von der Colorado State University.
Er arbeitet als Professor an der Pathologischen Abteilung des veterinärmedizinischen Institutes der Colorado State University.

## Astronautentätigkeit
Im Dezember 1991 wurde Fettman als Nutzlastspezialisten-Anwärter von der NASA ausgewählt.

### STS-58
Am 18. Oktober 1993 startete Fettman als Nutzlastspezialist mit der Raumfähre Columbia zu seiner ersten und einzigen Mission ins All. Es handelte sich dabei um die Spacelab-Mission SLS-2 (Spacelab Life Sciences 2) und diente der Erforschung der Auswirkungen der Schwerelosigkeit auf den menschlichen Körper. Die Landung erfolgte auf der Edwards Air Force Base.